# Aldea del Cano
Aldea del Cano – gmina w Hiszpanii, w prowincji Cáceres, w Estramadurze, o powierzchni 28,69 km². W 2011 roku gmina liczyła 701 mieszkańców.